# Brampton (Ontario)
Brampton is een stad in de Canadese provincie Ontario. Brampton had bij de volkstelling van 2006 433.806 inwoners, waarmee het de op tien na grootste stad van Canada was.
Brampton ligt ten noordwesten van Toronto en is een van de snelst groeiende steden van Canada. In de jaren 30 van de 19e eeuw werd de stad gesticht onder de naam Buffy's Corners en in 1853 kreeg het de huidige naam. In 1974 werd Brampton officieel als stad ingericht. Het maakt deel uit van het grootstedelijk gebied van Toronto.
Brampton beslaat een oppervlakte van 266,7 km² en heeft een bevolkingsdichtheid van 1626,5 inwoners per km². Van de inwoners is ongeveer 40% lid van een minderheidsgroep, vooral Zuid-Aziaten. Twee derde van de inwoners is christen, terwijl de belangrijkste andere godsdienst het sikhisme is, dat door zo'n 10% van de inwoners wordt aangehangen.
De economie van Brampton rust vooral op de industriële sector, en de auto-industrie is een belangrijke bron van inkomsten.

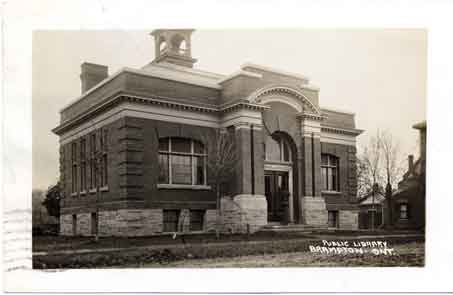
Openbare bibliotheek van Brampton op een briefkaart uit 1909

## Geboren in Brampton
- Nancy Telfer (1950), componiste, muziekpedagoge en dirigent
- Kris Lemche (1978), acteur
- Tyler Labine (1978), acteur
- Atiba Hutchinson (1983), voetballer
- Kyle Labine (1983), acteur
- Michael Cera (1988), acteur
- Erin Mielzynski (1990), alpineskiester
- Junior Hoilett (1990), voetballer
- Tyler Seguin (1992), ijshockeyspeler
- Quillan Roberts (1994), voetballer
- Cyle Larin (1995), voetballer
- Alessia Cara (1996), zangeres
- Roy Woods (1996), rapper-zanger
- Tajon Buchanan (1999), voetballer